# Jégkorszak 2. – Az olvadás
A Jégkorszak 2: Az olvadás (eredeti cím: Ice Age: The Meltdown) 2006-ban bemutatott egész estés amerikai 3D-s számítógépes animációs film, amely a nagy sikerű Jégkorszak-filmek 2. része. A forgatókönyvet Peter Gaulke írta, az animációs filmet Carlos Saldanha rendezte, a zenéjét John Powell szerezte, a producere Lori Forte volt. A Blue Sky Studios készítette, a 20th Century Fox forgalmazta. Amerikában 2006. március 31-én, Magyarországon 2006. március 30-án mutatták be a mozikban. A DVD kiadáson az első részhez hasonlóan elérhető egy extra is, a No Time for Nuts, amiben szintén Motkány a főszereplő.

## Cselekmény
Főhőseink visszatérnek, ezúttal azonban nem a közelgő, hanem a távozó jégkorszak nehezíti meg az életüket. Manfréd kénytelen szembesülni vele, hogy valószínűleg ő a világ utolsó mamutja, Sid, a lajhár azért búslakodik, mert a gleccser tövében kialakított vízi vidámparkban képtelen bármilyen sikert elérni, ezért feleslegesnek érzi magát. Diegót, a kardfogú tigrist a közelgő olvadás zavarja leginkább, mivel mint derék macska, gyűlöli a vizet.
Az olvadás közeledtéről egy keselyű értesíti a nyugalmasan dőzsölő állatseregletet, de azt is elmondja nekik, hogy a völgy végében egy óriási bárka van, ami képes megmenteni őket. Az állatok így el is indulnak mindannyian, ezúttal pedig Maniék sem akarnak különcködni – igaz, nem a tömeggel tartanak. Útközben találkoznak két komolytalan oposszummal, Eddie-vel és Ropsszal, illetve „húgukkal”, Ellie-vel. Ő történetesen valójában identitászavarban szenvedő mamut, és tetszene is Manfrédnek, akit saját érzésein túl a fajfenntartás ezúttal valóban égető terhe is udvarlásra sarkall. Ellie azonban csak nagy nehezen fogadja el, hogy ő valójában nem is oposszum…
Közben a csúszdaparknál megreped a jégfal, és beömlik a túloldal rengeteg vize. Ez még hagyján, bár Diegót épp eléggé felzaklatja, azonban két gigantikus őskrokodil is beszabadul az addig idilli, elzárt völgybe. Minden vágyuknak a mamutfogyasztás tűnik.
A vég természetesen happy end: Diego legyőzi félelmét és Sid megmentése érdekében a vízbe veti magát, Mani víz alatti csatában leszámol az ősszörnyekkel és megmenti Ellie-t, aki végre elfogadja, hogy mamut, és hogy megmentőjébe szerelmes lehet. Sid a film során azt is megtapasztalja, milyen istennek lenni… annak minden kellemetlen következményével együtt. Mi több, a völgyből kiürül a víz, és a frissen nyílt járaton egy mamutcsorda ballag be. Maniék mégsem csatlakoznak hozzájuk, inkább az oposszumokkal és Ellie-vel együtt folytatják útjukat új kalandok felé.
És a motkány? A magát emblematikussá kinövő ősrágcsáló ezúttal nagyobb szerepet kap, mint az előző filmben. Továbbra is makkot keres, szimatol, ás, kapar a leglehetetlenebb helyeken és helyzetekben. Sőt, ezúttal új tehetsége is megmutatkozik: kiváló harcművész… A történet megoldása, a víz leeresztése is az ő tevékenységéhez kötődik, de közben meghal. Azaz majdnem. Amikor ugyanis a világ legnagyobb, legszebb, legcsillogóbb makkjára vetné magát a mennyekben, Sid szája visszacuppantja az életbe, amit érthető módon nem valami nagy lelkesedéssel fogad…

## Szereplők
| Szereplő                  | Eredeti hang            | Magyar hang          |
| ------------------------- | ----------------------- | -------------------- |
| Manfréd                   | Ray Romano              | Szabó Sipos Barnabás |
| Sid                       | John Leguizamo          | Geszti Péter         |
| Diego                     | Denis Leary             | Berzsenyi Zoltán     |
| Ellie                     | Queen Latifah           | Bognár Gyöngyvér     |
| Ropsz                     | Seann William Scott     | Gáspár András        |
| Eddie                     | Josh Peck               | Molnár Levente       |
| Motkány                   | Chris Wedge             | (eredeti nyelven)    |
| Sebes Tóni                | Jay Leno                | Mikó István          |
| Magányos keselyű          | Will Arnett             | Gruber Hugó          |
| Billy, glyptodon fiú      | Caitlin Rose Anderson   | Jelinek Márk         |
| Hódlány                   | Caitlin Rose Anderson   | ?                    |
| Orrszarvú fiú             | Connor Anderson         | ?                    |
| Hódfiú                    | Connor Anderson         | ?                    |
| Mr. Start                 | Joseph Bologna          | Albert Péter         |
| Jávorszarvas fiú          | Jack Crocicchia         | ?                    |
| Kondorkeselyű-csibe       | Peter DeSève            | Béres Pál            |
| Start-lány                | Nicole DeFelice         | Bálint Sugárka       |
| Diatryma anyuka           | Debi Derryberry         | Rátonyi Hajni        |
| Start-apuka               | Marshall Efron          | ?                    |
| Stu                       | Tom Fahn                | Gardi Tamás          |
| Ganajtúró apuka           | Peter Ackerman          | Bolla Róbert         |
| Pézsmatulok               | Tom Fahn                | Bolla Róbert         |
| Hangyászsün nagypapa      | Jason Fricchione        | Szokol Péter         |
| Lapátszájú hím            | Jason Fricchione        | ?                    |
| Forgalmi tudósító keselyű | James Edmund Godwin     | Orosz István         |
| Hód apuka                 | George Jacobs           | Rékai Nándor         |
| Nőstény kislajhár         | Clea Lewis              | ?                    |
| Ganajtúró anyuka          | Clea Lewis              | Peller Anna          |
| Lapátszájú fiú            | Jansen Panettiere       | Czető Ádám           |
| Start-fiúk                | Gregory Romano          | ?                    |
| Start-fiúk                | Matthew Romano          | ?                    |
| Földi malac apuka         | Stephen Root            | Pipó László          |
| Dodó                      | Carlos Saldanha         | ?                    |
| Hangyászsün kölykök       | Manoela Scarpa Saldanha | ?                    |
| Hangyászsün kölykök       | Sofia Scarpa Saldanha   | ?                    |
| Diego madár csaja         | Reyna Shaskan           | ?                    |
| Furcsa hím                | James Sie               | Lukácsi József       |
| Földi malac anyuka        | Cindy Slattery          | Béli Titanilla       |
| Nősténymarha              | Mindy Sterling          | Némedi Mari          |
| James                     | Alex Sullivan           | Stukovszky Tamás     |
| Mrs. Start                | Renée Taylor            | Bókai Mária          |
| Cholly                    | Alan Tudyk              | Garamszegi Gábor     |

## Érdekességek
- A film eredetileg G besorolást kapott (minden korosztálynak), de az MPAA végül megmásította PG-re (szülői felügyelettel ajánlott).
- A film eredeti munkacíme "Ice Age 2: The Meltdown" volt. A bemutató előtt azonban a 2-est elhagyták, simán "Ice Age: The Meltdown"ra változtatva, amivel azt akarták sugallni a készítők, hogy ez nem egy folytatás, hanem egy teljesen új film. A nemzetközi piac néhány országában azonban megmaradt a 2-vel szereplő cím.
- Az ötlet, miszerint az állatok egy bárka segítségével menekülnek meg az árvíz elől, hasonló a bibliai Noé bárkája történetéhez.
- A keselyűknek eredetileg a Jégkorszakban volt szerepük, de ezt elvetették. A madarak dizájnjai láthatóak a DVD extra változatán.
- Nyitóhétvégéjén a film 68 millió dollárt hozott, ami a legnagyobb márciusi start és a második legnagyobb a szünidei vagy ünnepi időszakokon kívül.
- Mikor a Motkány belép a mennyekbe, egy pillanatra feltűnik egy, az első rész dodóiból álló kórus, majd el is tűnnek.
- A filmben van egy jelenet, amiben a Ryan közlegény megmentése paródiájára ismerhet a néző: mikor Mannyt eltalálja egy gejzír, rövid időre elveszíti hallását. A német változatban Mannyt szinkronizáló Arne Elsholtz kölcsönzi Tom Hanks hangját is.
- A két őshüllő végzete nem zár ki minden kétséget. Az útmutató szerint a mini-lajhárok ették meg őket, míg a storybook alapján a keselyűk martalékai lettek. Előbbi, miszerint a kis állatok fogyasztották volna el a két lény testét, valószínűtlennek tűnik, mivel a lajhárok minden faja vegetáriánus, így sokkal biztosabb, hogy a keselyűk csaptak le a víziragadozókra; ők meg is énekelték, mennyire szükségük van már az étekre.
- Alan Tudyk (akit itt Chollyként hallhatunk) adta Lenny, az egyik kardfogú tigris hangját az első Jégkorszakban.
- A film DVD-változata az Egyesült Államokban november 21-én jelenik meg, noha Mexikóban és Latin-Amerikában már június közepe óta kapható. Magyarországon a film rendkívüli mozisikerére való tekintettel az augusztus végi megjelenést őszre halasztotta a forgalmazó.
- A Jégkorszak 3. – A dínók hajnala 2009-ben jelent meg mind a hazai, mind az amerikai mozikban.

## Promóció
- A Jégkorszak 2: Az olvadás egyike azon filmeknek, melyek előtt az egyik szereplő, jelen esetben Sid figyelmezteti a nézőket, hogy kapcsolják ki mobiltelefonjukat. Hasonló bevezetőt láthatunk a Mackótestvér, az Én, a robot és egy másik Blue Sky film, a Robotok előtt.
- A film készítői a Burger Kinggel kötöttek megállapodást, így a gyorséttermekben egyes menükhöz Jégkorszak 2: Az olvadás játékokat kaptak a fogyasztók.
- A Yetisport fejlesztői speciális Jégkorszak 2: Az olvadás játékokat Archiválva 2006. augusztus 31-i dátummal a Wayback Machine-ben készítettek.
- Indiában minden Kelloggs Chocoshoz járt egy ajándék Jégkorszak szereplő.
- A Family Guy Sibling Rivalry című epizódjában feltűnik a Motkány, amint három mogyorót próbál megszerezni egy gleccser oldalából. Peter megjelenik a színen és meg akarja állítani, megdorgálva őt a lopásért, erre válaszként a Motkány megtámadja őt. Peter kivételével a jelenetet 3D-ben renderelték (a Family Guy 2D-ben rajzolt sorozat), a Motkány hangját pedig Chris Wedge kölcsönözte, csakúgy, mint a mozifilmekben. Az epizódot a második rész nyitása előtti héten sugározta a Fox.
- Ugyanezen az estén Sid volt a teljes FOX hálózat házigazdája; időnként feltűnt a képernyőn a reklámok között.
- A The Simpsons Movie teaser előzetese látható volt a film minden vetítése előtt, noha felröppentek híresztelések, hogy csak egyes kópiáknál szerepel.
- Újravágott jelenetek a filmből szerepeltek az Air Heads édességreklámokban több gyerekcsatornán és műsorban, többek közt a Disney Channelen, a Nickelodeonon és az ABC Kidsen. Ebben a jelenetsorban Motkányt láthatjuk piranhák elleni küzdelme közben, majd ezután a makk helyett egy Air Head terméket mutat fel büszkén, amit aztán egy sas hirtelen elragad tőle.

## A film bevételei
A film 2006. március 31-én került a mozikba, túlteljesítve az elvárásokat 68 millió dolláros első hétvégéjével, ami a második legerősebb, vakáción vagy ünnepen kívüli rajt A passió mögött. Mindezt annak ellenére érte el, hogy a kritikák erősen megosztottaknak bizonyultak (rottentomatoes.com: 56%).
A Jégkorszak 2: Az olvadás az első film volt 2006-ban, ami átlépte a százmillió dolláros határt, s ehhez mindössze kilenc napra volt szüksége. 195 330 621 dollárt gyűjtött Észak-Amerikában, a világ többi részén pedig egy frenetikus 456 233 891 dolláros összeggel büszkélkedhet, ami több, mint kétszerese az első rész nemzetközi bevételének. Összesített 651 millió dolláros mutatójával az év harmadik legjövedelmezőbb filmje A Karib-tenger kalózai: Holtak kincse és A da Vinci-kód mögött.
Magyarországon a Jégkorszak 2: Az olvadás hasonlóan elképesztő sikertörténetet tudhat magáénak. Egyetlen hétvége után már 105 ezer látogatón állt a nézőszáma, amit nyárra 585 ezer fölé tornázott, míg végül összesen 614 ezren váltottak rá jegyet; ezzel a 2006-os év legnézettebb produkciójává lépett elő. Népszerűsége messze túltett az első részén, egymást követő öt héten át vezette a toplistát, ami Budapesten utoljára a Gladiátornak sikerült 2000-ben.

## A filmben feltűnő állatok
- Chalicotherium
- Dodó
- Embolotherium
- Énekesmadár
- Ganajtúró bogár
- Gastornis
- Glyptodon
- Hangyász
- Hesperornis
- Kardfogú mókus (fiktív élőlény)
- Kardfogú tigris
- Teratornis
- Jefferson földi lajhárja
- Macrauchenia

- Metriorhynchus
- Moeritherium
- Gyapjas mamut
- Oposszum
- Őshód
- Pézsmatulok
- Piranha
- Globidens
- Platybelodon
- Rénszarvas
- Sas
- Sün
- Holmesina

## DVD-kiadás
A magyar DVD-kiadás 2006. október 24-én jelent meg az InterCom forgalmazásában. A korongon az alábbi extrák szerepelnek:
- 4 interaktív játék
- „Bolondos Sid”
- Exkluzív ízelítő a Simpsons mozifilmből
- A Garfield 2 című film előzetese
- „Hanghatás-labor”
- Három rövid mutatvány Ropsszal és Eddie-vel
- Hat elveszett történelmi kisfilm a jégkorszakról
- „Kópéság”
- Így készült egy jelenet
- Lee Ryan videóklip
- „Motkány: fejétől a farkáig”
- „Motkány híradó”
- Motkány ráadás kalandja
- „Motkány – szenzációs sztori”
- Találkozás Ellie-vel
- Találkozás Ropsszal és Eddivel, a két mókás oposszummal
- Találkozás az alkotókkal